# Cërrik
Cërrik – miasto w Albanii w okręgu Elbasan, w obwodzie Elbasan. Jest położone na wysokości 69 m n.p.m. Prawa miejskie posiada od 1952 r. Liczba mieszkańców wynosi około 14 300 (2005).
Cërrik jest ośrodkiem przemysłu petrochemicznego.